# Азамат Ґерай
Азамат Ґерай (Гірей) (крым. Azamat Geray , عظمت كراى  розум. 24 червня 1632) — нуреддін (1610-1623, 1625-1627, 1628-1631) і калга (1631-1632), старший син кримського хана Селямета I Ґерая (1608-1610).

## Біографія
В 1610 помер кримський хан Селямет I Ґерай, батько Азамата Ґерая. Турецький султан Ахмед I призначив новим ханом Джанібека Ґерая (1610-1623), який призначив Азамата Ґерая нуреддіном.
Навесні 1615 року нуреддін Азамат Ґерай очолив великий набіг на південні річпосполитські володіння. Кримськотатарське військо під проводом Азамата розорило Правобережну Україну.
У 1617—1619 роках нуреддін Азамат Ґерай супроводжував хана Джанібека Ґерая в невдалій військовій кампанії Османської імперії проти Персії .
У 1621 році Азамат Ґерай брав участь у новому поході Джанібека Ґерая на Річ Посполиту, в результаті якого турецько-кримськотатарські війська були розгромлені королівсько-козацькою армією в битві під Хотином.
Навесні 1623 року хан Джанібек Ґерай був усунений новим султаном Османським Мустафою від престолу і засланий на острів Родос. Азамат Ґерай втратив посаду нуреддіна і також поїхав у турецькі володіння. Новий кримський хан Мехмед III Ґерай, утвердившись на ханському престолі, призначив калгою свого брата Шахіна Ґерая, а новим нуреддіном — Девлета Чобан-Ґерая.
Навесні 1624 турецький султан Мурад IV відсторонив від влади непокірного хана Мехмеда III Ґерая і вдруге призначив кримським ханом Джанібека Ґерая. У травні Джанібек Ґерай, супроводжуваний калгою Девлетом Ґераєм та нуреддіном Азаматом Ґераєм, з турецьким військом висадився у Кафе. Однак хан Мехмед III Ґерай і калга Шахін Ґерай, зібравши в Криму велике військо, взяли в облогу Кафу і відмовилися виконувати султанське рішення. У серпні Джанібек Ґерай з турецьким військом виступив з Кафи на Бахчисарай, але в битві під Карасубазаром був розгромлений і втік із Криму. Царевич Азамат Ґерай не послідував прикладу Джанібека Ґерая і залишився в Криму. Мехмед III Ґерай призначив Азамата Ґерая своїм нуреддіном.
Восени 1625 року нуреддін Азамат Ґерай брав участь у поході Мехмеда III Ґерая на південні володіння Речі Посполитої. Кримські та ногайські загони розорили околиці Бара, Галича та Львова, проникнувши до Малої Польщі. У цьому поході кримські татари та ногайці, захопивши в полон до 50 тисяч людей, зазнали великих втрат убитими та полоненими.
У серпні-жовтні 1626 року Азамат Ґерай очолив новий руйнівний набіг на Річ Посполиту. Кримці спробували розорити київське воєводство, але зазнали великих втрат. У битві під Білою Церквою королівсько-козацьке військо розгромило головні сили Азамату Ґерая.
У 1627 році Азамат Ґерай виступив проти хана Мехмеда III Ґерая і разом з буджацьким мурзою Кан-Темиром утік з Криму в Буджак, а звідти до османських володінь. Наступного 1628 року Азамат Ґерай разом із Кан-Темир-мурзою вторгся до Криму і брав участь у військових діях проти Мехмеда III і Шахіна Ґерая. У тому ж 1628 османський султан оголосив про повалення хана Мехмеда III Ґерая і відновлення на ханському троні Джанібека Ґерая. Джанібек Ґерай із турецьким військом висадився в Кафе і, отримавши підтримку кримської знаті, зайняв Бахчисарай. Брати Мехмед і Шахін Ґераї втекли з Криму в Запорізьку Січ. Царевич Азамат Ґерай перейшов на бік Джанібека Ґерая, який вдруге затвердив його в званні нуреддіна.
У листопаді 1631 після смерті калги Девлета Ґерая хан Джанібек Ґерай призначив новим калгою колишнього нуреддіна Азамата Ґерая. Незабаром між Джанібеком Ґераєм та калгою Азаматом Ґераєм почалися сварки. У червні 1632 року хан запросив себе калгу для пояснень, під час яких Азамат Ґерай був убитий за наказом Джанібека Ґерая.